# Hersey (Michigan)
Pour les articles homonymes, voir Hersey.
Hersey est un village du comté d'Osceola, dans l'État du Michigan, aux États-Unis. En 2020, il comptait une population de 347 habitants.